# Coppa Italia di pallacanestro maschile 2005
La Coppa Italia di pallacanestro maschile 2005 è stata la ventinovesima edizione della manifestazione e si è disputata al PalaGalassi di Forlì.
La vittoria è andata alla Benetton Treviso che ha sconfitto in finale la Bipop Carire Reggio Emilia con il punteggio di 74 a 64.

## Squadre
Le squadre qualificate sono le prime otto classificate al termine del girone di andata della Serie A 2004-2005.
1. Benetton Treviso
2. Armani Jeans Milano
3. Climamio Bologna
4. Vertical Vision Cantù
5. Montepaschi Siena
6. Lottomatica Roma
7. Bipop Carire Reggio Emilia
8. Casti Group Varese

## Tabellone
|  | Quarti di finale 17-18 febbraio | Quarti di finale 17-18 febbraio | Quarti di finale 17-18 febbraio |                            |                            | Semifinali 19 febbraio | Semifinali 19 febbraio | Semifinali 19 febbraio |  |  | Finale 20 febbraio | Finale 20 febbraio | Finale 20 febbraio |
|  |                                 |                                 |                                 |                            |                            |                        |                        |                        |  |  |                    |                    |                    |
|  | 1                               | Benetton Treviso                | 79                              |                            |                            |                        |                        |                        |  |  |                    |                    |                    |
|  | 8                               | Casti Group Varese              | 61                              |                            |                            |                        |                        |                        |  |  |                    |                    |                    |
|  | 8                               | Casti Group Varese              | 61                              |                            | 1                          | Benetton Treviso       | 70                     |                        |  |  |                    |                    |                    |
|  |                                 |                                 |                                 |                            | 1                          | Benetton Treviso       | 70                     |                        |  |  |                    |                    |                    |
|  |                                 | 4                               | Vertical Vision Cantù           | 60                         |                            |                        |                        |                        |  |  |                    |                    |                    |
|  | 4                               | 4                               | Vertical Vision Cantù           | 60                         | Vertical Vision Cantù      | 71                     |                        |                        |  |  |                    |                    |                    |
|  | 4                               |                                 |                                 |                            | Vertical Vision Cantù      | 71                     |                        |                        |  |  |                    |                    |                    |
|  | 5                               | Montepaschi Siena               | 66                              |                            |                            |                        |                        |                        |  |  |                    |                    |                    |
|  |                                 |                                 |                                 |                            |                            |                        |                        |                        |  |  | 1                  | Benetton Treviso   | 74                 |
|  |                                 |                                 | 2                               | Bipop Carire Reggio Emilia | 64                         |                        |                        |                        |  |  |                    |                    |                    |
|  | 3                               | Lottomatica Roma                | 70                              |                            |                            |                        |                        |                        |  |  |                    |                    |                    |
|  | 6                               | Climamio Bologna                | 67                              |                            |                            |                        |                        |                        |  |  |                    |                    |                    |
|  | 6                               | Climamio Bologna                | 67                              |                            | 3                          | Lottomatica Roma       | 72                     |                        |  |  |                    |                    |                    |
|  |                                 |                                 |                                 |                            | 3                          | Lottomatica Roma       | 72                     |                        |  |  |                    |                    |                    |
|  |                                 | 2                               | Bipop Carire Reggio Emilia      | 75                         |                            |                        |                        |                        |  |  |                    |                    |                    |
|  | 2                               | 2                               | Bipop Carire Reggio Emilia      | 75                         | Bipop Carire Reggio Emilia | 74                     |                        |                        |  |  |                    |                    |                    |
|  | 2                               |                                 |                                 |                            | Bipop Carire Reggio Emilia | 74                     |                        |                        |  |  |                    |                    |                    |
|  | 7                               | Armani Jeans Milano             | 66                              |                            |                            |                        |                        |                        |  |  |                    |                    |                    |

## Verdetti
- Vincitrice Coppa Italia: Benetton Treviso

Formazione: Ramūnas Šiškauskas, Paccelis Morlende, Olivier Ilunga, Matteo Soragna, Denis Marconato, Massimo Bulleri, Andrea Bargnani, Marlon Garnett, David Blu, Luca Sottana, Marcus Goree, Joey Beard. Allenatore: Ettore Messina.
- MVP: Massimo Bulleri, Benetton Treviso